# Związek Południowej Afryki na Letnich Igrzyskach Olimpijskich 1928
Związek Południowej Afryki na Letnich Igrzyskach Olimpijskich 1928, reprezentowany był przez 24 sportowców, 18 mężczyzn i 6 kobiet. Zdobył 3 medale – jeden złoty i dwa brązowe. Zawodnicy startowali w 7 konkurencjach: lekkoatletyce, boksie, kolarstwie, pływaniu, żeglarstwie, wioślarstwie oraz zapasach.

## Zdobyte medale

### Złoto
- Sidney Atkinson — Lekkoatletyka, 110 m przez płotki mężczyzn

### Brązy
- Harry Isaacs — Boks mężczyzn (waga kogucia)

- Rhoda Rennie, Freddie van der Goes, Mary Bedford i Kathleen Russell — Pływanie, 4×100 m stylem dowolnym kobiet